# Regions de planificació de Letònia
Les regions de planificació de Letònia (letó: Latvijas plānošanas reģioni) és una forma d'organització territorial de Letònia a nivell d'agrupació d'iniciatives de planificació per al desenvolupament, que la conformen cinc regions: Kurzeme, Latgale, Riga, Vidzeme i Zemgale. Els límits de les regions s'alinien amb els límits dels municipis de Letònia segons la reforma municipal que es va dur a terme l'1 de juliol de 2009. Les regions de planificació de Letònia són divisions administratives no territorials, ja que no s'esmenten en la llei que estableix les divisions territorials administratives de Letònia.

## Llista
| Regions | Ciutat més important | Àrea       | Població - (per km²)    |
| ------- | -------------------- | ---------- | ----------------------- |
| Riga    | Riga                 | 10,132 km² | 1,030,071 - (101.7/km²) |
| Kurzeme | Liepāja              | 13,596 km² | 301,621 - (22.2/km²)    |
| Latgale | Daugavpils           | 14,549 km² | 304,032 - (20.9/km²)    |
| Zemgale | Jelgava              | 10,733 km² | 254,461 - (23.7/km²)    |
| Vidzeme | Valmiera             | 15,246 km² | 211,309 - (13.9/km²)    |
| Latvia  | Riga                 | 64,256 km² | 2,070,371 - (32.2/km²)  |

## Història
Les institucions regionals van començar la formació el 1997 d'acord amb les iniciatives municipals en la planificació del desenvolupament comú. Arran de la legislació sobre el desenvolupament regional, les cinc regions de planificació van ser creades d'acord amb la decisió del 5 de maig de 2009, núm. 391 del Gabinet de Ministres letó: "Les decisions sobre els territoris de les regions de planificació.".